# Frankie Banali
Frankie Banali (Queens, 14 novembre 1951 – Los Angeles, 20 agosto 2020) è stato un batterista statunitense famoso per essere stato membro delle heavy metal band Quiet Riot e W.A.S.P..
Frankie ha anche suonato per Ozzy Osbourne e in alcuni album di Billy Idol; è stato inoltre batterista per alcuni tour dei Faster Pussycat e Dokken.
Il 20 agosto 2020 è morto a causa di un tumore al pancreas.

## Discografia

### Con i Quiet Riot
- 1983 - Metal Health
- 1984 - Condition Critical
- 1986 - QRIII
- 1988 - Quiet Riot
- 1993 - Terrified
- 1995 - Down to the Bone
- 1999 - Alive and Well
- 2001 - Guilty Pleasures
- 2006 - Rehab
- 2014 - Quiet Riot 10
- 2017 - Road Rage

### Con gli W.A.S.P.
- 1989 - The Headless Children
- 1992 - The Crimson Idol
- 1993 - First Blood Last Cuts
- 1995 - Still Not Black Enough

### Altri album
- 1982 - Vic Vergeat - Vic Vergat Band
- 1982 - Hughes/Thrall - Hughes/Thrall
- 1985 - Artisti vari - Hear 'n Aid
- 1986 - Kuni - Masque
- 1989 - Alex Masi - Attack of the Neon Shark
- 1992 - Heavy Bones - Heavy Bones
- 1993 - Atsushi Yokozeki Project - Raid
- 1993 - Blackthorne - Afterlife
- 1995 - Gary Hoey - Gary Hoey
- 2002 - Julliet - Passion
- 2003 - Gary Hoey - Wake Up Call
- 2007 - Frankie Banali and Friends - 24/7/365: The Tribute to Led Zeppelin

### Partecipazioni
- 1998 - Thunderbolt: A Tribute To AC/DC
- 1999 - Humanary Stew: A Tribute to Alice Cooper
- 1999 - Van Halen Tribute: Hot for Remixes
- 1999 - Not the Same Old Song and Dance: Tribute to Aerosmith
- 2000 - Little Guitars: A Tribute to Van Halen
- 2001 - One Way Street: A Tribute To Aerosmith
- 2006 - '80s Metal - Tribute to Van Halen
- 2006 - Welcome to the Nightmare: An All Star Salute to Alice Cooper
- 2008 - We Wish You a Metal Xmas and a Headbanging New Year